# (38324) 1999 RA128
1999 RA128 (asteroide 38324) é um asteroide da cintura principal. Possui uma excentricidade de 0.08021470 e uma inclinação de 1.67119º.
Este asteroide foi descoberto no dia 9 de setembro de 1999 por LINEAR em Socorro.